# Јован Веселиновић
Јован Веселиновић (Београд, 17. септембар 1979) српски је универзитетски професор и бивши фудбалер. Ректор је Алфа БК универзитета.

## Биографија
Рођен је 17. септембра 1979. године у Београду. Основну школу „Јован Дучић” завршио је 1994. године. Једанаесту београдску гимназију завршио је 1998. године. Факултет за менаџмент у спорту Универзитета Браћа Карић завршава и дипломира 2004. године и стиче звање дипломирани менаџер у спорту — смер „Менаџмент тренажне технологије”. Године 2008. магистрира на тему „Моделовање менаџмента и пројекција стратегијског развоја фудбала у Србији”, а 2010. године је докторирао на тему „Модели спортске, пословне и организационе функције и њихова интеграција и интеракција у технолошком систему менаџмента у спорту”.
Године 2010. почиње да ради као асистент на Факултету за менаџмент у спорту Алфа БК универзитета, а 2011. године стиче звање доцента. Од 2016. године ради као ванредни професор на Факултету за менаџмент у спорту Алфа БК универзитета. Године 2018. постављен је за декана на Факултету за менаџмент у спорту Алфа БК универзитета, а 2021. године је стекао звање редовног професора. Од 2023. године постао је ректор Алфа БК универзитета. Био је активан спортиста и професионално се бавио фудбалом. Одиграо је преко 50 утакмица за млађе категорије свих националних селекција и преко 300 званичних прволигашких фудбалских утакмица код нас и у иностранству.